# Championnats d'Asie d'escrime 2020
Navigation
Édition précédente Édition suivante
Les championnats d'Asie d'escrime 2020, vingt-quatrième édition des championnats d'Asie d'escrime, originellement prévus du 17 au 22 avril 2020 à Séoul, en Corée du Sud, sont reportés à une date inconnue en raison de la pandémie de Covid-19. L'édition est finalement annulée.